# Nannup
Nannup es una ciudad de la región del sudoeste del estado de Australia Occidental, a unos 280 kilómetros al sur de Perth, en el río Blackwood, en el cruce de la autopista Vasse y la autopista Brockman; las autopistas conectan Nannup con la mayoría de los centros regionales del bajo suroeste. En el censo de 2011, Nannup tenía una población de 587 habitantes.

## Historia
El nombre de Nannup es de origen noongar, y significa "lugar de parada" o "lugar de loros", y fue registrado por primera vez por topógrafos en la década de 1860. La zona se conocía en un momento dado como "Lower Blackwood", y el primer colono europeo que la exploró fue Thomas Turner en 1834. En 1866 se construyó un puente sobre el río y se estableció una comisaría de policía. En 1885 se reservó un emplazamiento para la ciudad, que se inspeccionó en 1889 y se publicó en el boletín oficial el 9 de enero de 1890. En 1906 se construyeron una escuela primaria y una oficina de la comarca.
En 1909, el ferrocarril Nannup Branch (que ya no está en funcionamiento) se extendió desde Jarrahwood, enlazando con el ferrocarril Bunbury-Busselton.
Amenazados por incendios forestales en 1928, los colonos tuvieron que luchar duramente contra las llamas para salvar sus propiedades. En 1935, otros incendios forestales, avivados por fuertes vientos, arrasaron la región, quemando más de 100 hectáreas y destruyendo una casa y un granero. En 1937 ardieron más incendios forestales en el distrito durante varios días, lo que provocó el incendio de los establos y los cobertizos del hipódromo local, la destrucción de grandes cantidades de pienso para el ganado y la pérdida de las líneas telefónicas.
La ciudad se inundó en 1945, cuando el río Blackwood alcanzó su mayor nivel de crecida registrado hasta esa fecha. Tres familias se quedaron sin hogar y otras tuvieron que ser evacuadas por las aguas. En su nivel más alto, el río corría 1,1 m por encima del puente de Russell Street y el suministro eléctrico de la ciudad falló debido a los daños en las líneas, dejando la ciudad a oscuras. El río volvió a desbordarse en 1946 y 1947, cerrando carreteras pero sin causar daños significativos en la ciudad.
En 1949, la ciudad recibió 174 mm de lluvia en un periodo de siete horas, lo que provocó inundaciones y la desaparición de un puente que conectaba la ciudad con Busselton.
Los incendios forestales volvieron a producirse en 1950, con varios fuegos de grandes dimensiones que ardían a pocos kilómetros de la ciudad. El brote destruyó casi 30.000 acres de bosque de jarrah y karri. Los incendios se controlaron con bastante rapidez; se cree que fueron provocados deliberadamente.
El puente Dry Brook, a las afueras de la ciudad, en la ruta Nannup-Balingup, se derrumbó como consecuencia de los daños causados por las inundaciones de los años anteriores. Aunque el puente había sido reparado tras los daños sufridos en las pequeñas inundaciones de 1950, volvió a socavarse y se derrumbó sin causar heridos.
En 1982, tras el paso de los restos de un ciclón tropical por el suroeste, la ciudad y sus alrededores se vieron inundados por las fuertes lluvias. El Blackwood se elevó 11,6 metros y sumergió más de 50 casas.
Partes de la película Drift se filmaron en Nannup en 2011.